# Steesow
Steesow è un centro abitato della Germania, frazione della città di Grabow.

## Storia
Il 1º gennaio 2016 il comune di Steesow venne soppresso e aggregato alla città di Grabow.